# Американський націоналізм

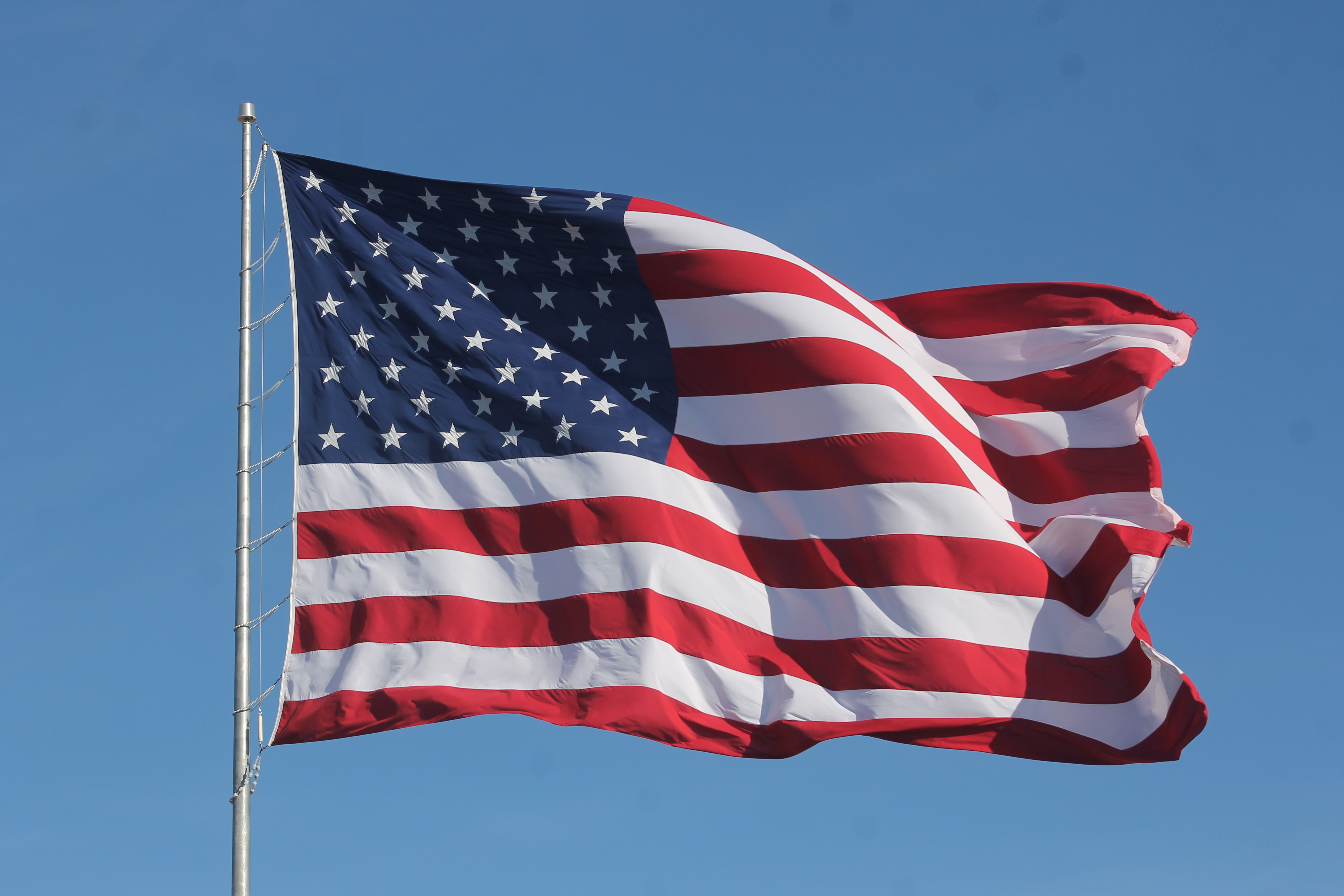
Прапор США

Американський націоналізм — форма громадянського, етнічного, культурного чи економічного впливу, що існує в Сполучених Штатах. По суті, вона вказує на ті аспекти, які характеризують і відрізняють Сполучені Штати як автономну політичну спільноту. Терміном часто пояснюють зусилля, спрямовані на зміцнення національної ідентичності та самовизначення в рамках національних і міжнародних відносин.
Всі чотири форми націоналізму знаходили своє вираження протягом всієї історії Сполучених Штатів, залежно від історичного періоду. Перший Закон про натуралізацію 1790 року, ухвалений Конгресом і президентом Джорджем Вашингтоном, визначив американську ідентичність і громадянство за расовою ознакою, проголосивши, що громадянами можуть стати лише «вільні білі чоловіки з доброю вдачею», і відмовивши в громадянстві поневоленим чорношкірим і всім особам неєвропейського походження; таким чином, це була форма етнічного націоналізму. Деякі американські дослідники стверджують, що уряд Сполучених Штатів інституціоналізував громадянський націоналізм, заснований на правових і раціональних концепціях громадянства, на спільній мові та культурних традиціях, і що батьки-засновники Сполучених Штатів заснували країну на ліберальних та індивідуалістичних принципах.

## Історія

### Колоніальний період

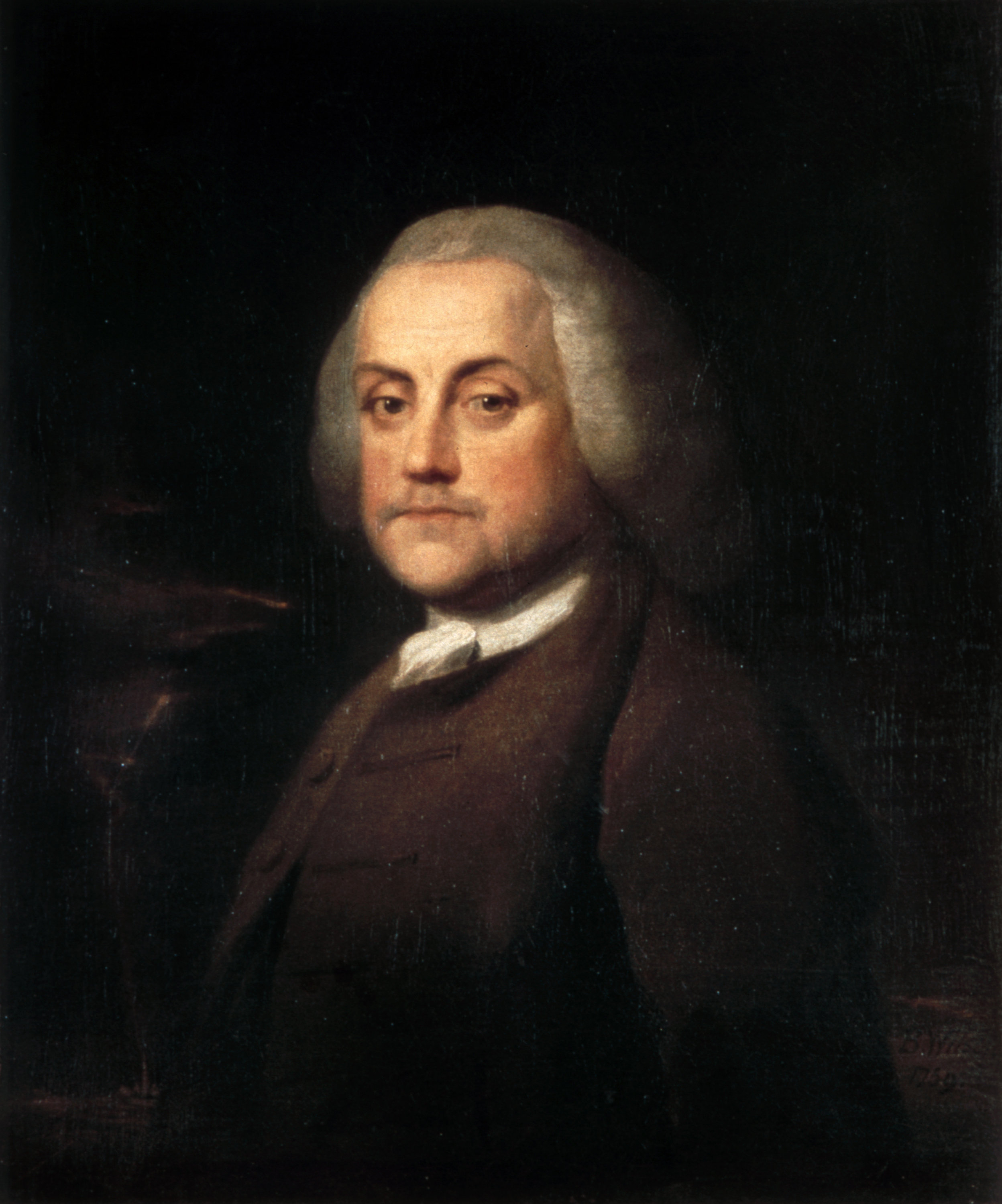
Бенджамін Франклін (1759)

Сполучені Штати беруть свій початок від Тринадцяти колоній, заснованих Великобританією в 17-му і на початку 18-го століття. Тоді мешканці ідентифікували себе з Британією до середини 18-го століття, коли з'явилося перше відчуття «американськості». План Олбані запропонував союз між колоніями в 1754 році. Хоча він і не мав успіху, але послужив відправною точкою для майбутніх дискусій про незалежність.

Декларацію незалежності Джона Трамбулла часто ідентифікують як зображення підписання Декларації, але насправді на ній зображено редакційний комітет з п'яти осіб, який представляє свою роботу Другому континентальному конгресу.

### Американська революція
Незабаром після цього колонії зіткнулися з кількома спільними претензіями щодо актів, прийнятих британським парламентом, включаючи оподаткування без представництва. Американці були загалом згодні з тим, що лише їхні власні колоніальні законодавчі органи — а не парламент у Лондоні — можуть ухвалювати внутрішні податки. Парламент наполягав на протилежному, і компромісу не було знайдено. Лондонський уряд покарав Бостон за Бостонське чаювання, а Тринадцять колоній об'єдналися і утворили Континентальний конгрес, який існував з 1774 по 1789 рік. Боротьба спалахнула в 1775 році, а на початку 1776 року настрої змінилися на користь незалежності, на що значною мірою вплинув заклик Томаса Пейна до американського націоналізму. Його памфлет «Здоровий глузд» став бестселером 1776 року, який зачитували у тавернах і кав'ярнях. Конгрес одноголосно прийняв Декларацію незалежності, оголосивши про утворення нової нації незалежних держав — Сполучених Штатів Америки. Американські патріоти перемогли у Війні за незалежність США і отримали щедрі мирні умови від Британії у 1783 році.  Меншість лоялістів (вірних королю Георгу ІІІ) могла залишитися або виїхати, але близько 80% залишилися і стали повноправними американськими громадянами. Часті паради разом з новими ритуалами та церемоніями, а також новий прапор стали популярними приводами для вираження духу американського націоналізму.
Нова нація діяла в умовах дуже слабкого національного уряду, створеного відповідно до Статей Конфедерації, і більшість американців надавали перевагу своєму штату, а не нації. Націоналісти на чолі з Джорджем Вашингтоном, Александром Гамільтоном і Джеймсом Медісоном змусили Конгрес скликати конституційну конвенцію в 1787 році. Вона розробила Конституцію для сильного національного уряду, яка була обговорена в кожному штаті і одноголосно прийнята. Нова конституція набула чинності в 1789 році як перша сучасна конституційна ліберальна демократія, заснована на згоді керованих, з Вашингтоном як першим президентом.

### Розширення на захід
У своїй промові 1858 року майбутній президент Авраам Лінкольн згадав про форму американського громадянського націоналізму, що бере свій початок з постулатів Декларації незалежності, як про силу національної єдності Сполучених Штатів, заявивши, що це метод об'єднання різних народів з різним етнічним походженням у спільну національну спільноту:
| Якщо вони подивляться назад через цю історію, щоб простежити свій зв'язок з тими днями по крові, вони знайдуть, що у них його немає, вони не можуть перенестися в ту славну епоху і змусити себе відчути, що вони є частиною нас, але коли вони подивляться стару Декларацію Незалежності, вони знайдуть, що ті старці кажуть, що «Ми вважаємо ці істини самоочевидними, що всі люди створені рівними», і тоді вони відчувають, що моральні почуття, яких навчали в той час, свідчать про їхню спорідненість з тими людьми, що вони є батьком усіх моральних принципів в них, і що вони мають право стверджувати це так, ніби вони є кров'ю від крові і плоттю від плоті людей, які написали Декларацію, і так воно і є. Ця Декларація є тим ланцюгом, який з'єднує серця патріотичних і волелюбних людей, і який буде з'єднувати ці патріотичні серця доти, доки любов до свободи буде існувати в умах людей по всьому світу.Оригінальний текст (англ.) If they look back through this history to trace their connection with those days by blood, they find they have none, they cannot carry themselves back into that glorious epoch and make themselves feel that they are part of us, but when they look through that old Declaration of Independence they find that those old men say that "We hold these truths to be self-evident, that all men are created equal", and then they feel that moral sentiment taught in that day evidences their relation to those men, that it is the father of all moral principle in them, and that they have a right to claim it as though they were blood of the blood, and flesh of the flesh of the men who wrote the Declaration, and so they are. That is the electric cord in that Declaration that links the hearts of patriotic and liberty-loving men together, that will link those patriotic hearts as long as the love of freedom exists in the minds of men throughout the world. | — Авраам Лінкольн, звернення до виборців Чикаго, 10 липня 1858 року}}

### Громадянська війна в США
Білі жителі Півдня дедалі більше відчували себе відчуженими — вони бачили себе громадянами другого сорту, оскільки агресивно налаштовані проти рабства жителі Півночі намагалися покласти край їхній здатності поневолювати людей на швидкозростаючих західних територіях. Вони ставили під сумнів, що їхня лояльність до нації переважає над відданістю своїй державі та способу життя, оскільки це так тісно пов'язано з рабством, і чи можуть вони поневолювати людей. Починало зароджуватися почуття південного націоналізму; однак вона була рудиментарною ще в 1860 році, коли обрання Лінкольна стало сигналом для більшості рабовласницьких штатів на Півдні до відокремлення та утворення нової нації. Уряд Конфедерації наполягав на тому, що націоналізм був справжнім, і накладав все більший тягар на населення в ім'я незалежності та націоналізму. Уряд і армія відмовилися йти на компроміс і були розгромлені у військовому відношенні в 1865 році. До 1890-х років білий Південь відчував себе виправданим завдяки своїй вірі в новостворену пам'ять про втрачену справу Конфедерації. Північ змирилася або принаймні толерантно сприйняла расову сегрегацію і позбавлення чорношкірих виборців Півдня виборчих прав. Дух американського націоналізму повернувся до Діксі.

### Реконструкція, позолочений вік і прогресивна епоха

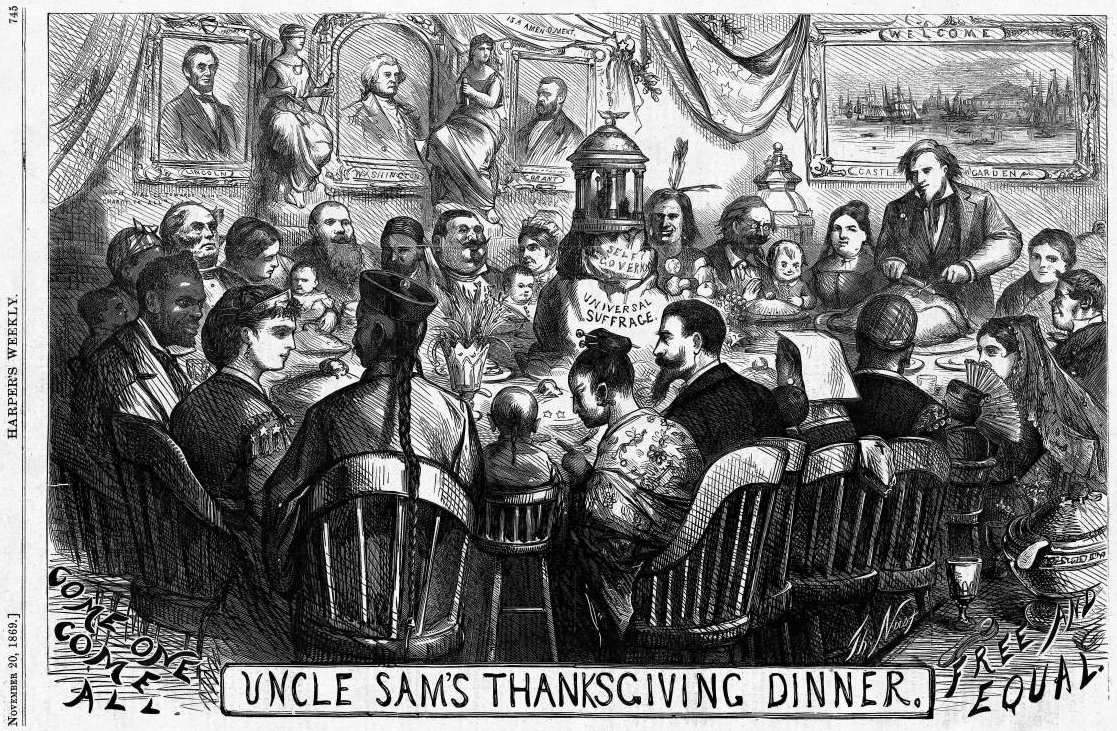
Карикатура Томаса Наста 1869 року, що пропагує американську винятковість, показує американців різного походження та етнічної приналежності, які сидять разом за обіднім столом з Колумбією, щоб насолодитися трапезою на День Подяки як рівноправні члени американського суспільства, поки Дядько Сем готує і накриває на стіл, таким чином пропагуючи інклюзивну форму американського націоналізму, яка є громадянською, де членство в нації не залежить від етнічної приналежності.

Тріумф Півночі в Громадянській війні в США ознаменував значні зміни в американській національній ідентичності. Ратифікація Чотирнадцятої поправки врегулювала фундаментальне питання національної ідентичності, зокрема, критерії набуття громадянства Сполучених Штатів. Кожен, хто народився в територіальних межах Сполучених Штатів або на територіях, що підпадають під їхню юрисдикцію, був американським громадянином, незалежно від етнічної приналежності чи соціального статусу (корінне населення в резерваціях стало громадянами в 1924 році, тоді як корінне населення за межами резервацій завжди вважалося громадянами).
На початку 20-го століття одним з найвідоміших захисників американського націоналізму був Теодор Рузвельт. Політика Рузвельта як всередині країни, так і за кордоном, яка стала відома як «новий націоналізм», включала елемент сильної національної ідентичності. Він наполягав на тому, що треба бути на 100 % американцем, а не «американцем через дефіс», який жонглює кількома лояльностями.
Швидко зростаюча індустріальна економіка вітала іммігрантів з Європи, Канади, Мексики та Куби, і мільйони людей приїхали сюди. Стати повноправним громадянином було легко, для цього потрібно було заповнити документи протягом п'яти років. Однак нові прибульці з Азії не віталися. США наклали обмеження на більшість китайських іммігрантів у 1880-х роках і неформальні обмеження на більшість японців у 1907 році. До 1924 року будь-якому азіату було важко в'їхати до Сполучених Штатів, але діти, народжені в США від батьків-азіатів, були повноправними громадянами. Обмеження були зняті з китайців у 1940-х роках, а з інших азіатів — у 1965 році.

Газета, що повідомляє про анексію Республіки Гаваї в 1898 році

### Світові війни та міжвоєнний період
Після вступу Сполучених Штатів у Першу світову війну націоналізм різко зріс. Американці масово записувалися до армії, мотивовані пропагандою та військовими фільмами. Опору призову майже небуло.
До Першої світової війни багато корінних протестантів скептично ставилися до недавніх іммігрантів у США, які часто були католиками або євреями і в повсякденному житті розмовляли мовами, відмінними від англійської. Серед багатьох існувало сильне переконання на користь «стовідсоткового американізму», на відміну від «американізму через дефіс». Прикладом цього є фільм «Народження нації» 1915 року та ріст руху Ку-клукс-клан в 1910-20-х роках. На початку та в середині 20-го століття державна шкільна освіта стала обов'язковою в багатьох юрисдикціях, а парафіяльні школи були обмежені або заборонені. Навчальний день зазвичай починався з Клятви вірності. Саме в цьому середовищі був прийнятий Закон про імміграцію 1924 року, який регулював імміграцію з Південної та Східної Європи. Також у цей період громадянство вперше було надано корінним американцям, які проживали як у резерваціях, так і поза ними.
Друга світова війна призвела до безпрецедентного росту націоналізму в Сполучених Штатах. Після нападу на Перл-Гарбор 1941 року більшість американців записалися в армію. Під час війни значна частина американського життя була зосереджена на участі у воєнних діях, головним чином через волонтерську діяльність, вступ до лав робочої сили, нормування, контроль цін та заощадження доходів. Громадяни охоче приймали ці жертви з почуття націоналізму, вважаючи, що вони були для більшого блага. Навіть члени антивоєнних груп, таких як пацифістські церкви, антивоєнний рух і військовозобов'язані, відмовилися від свого пацифізму заради війни, відчуваючи, що Друга світова війна була справедливою війною.

### Холодна війна
Після Другої світової війни і з початком холодної війни Сполучені Штати перетворилися на світову наддержаву і відмовилися від своєї традиційної політики ізоляціонізму на користь інтервенціонізму. Після цього націоналізм у США набув нової форми, оскільки американці почали розглядати свою країну як світового поліціянта, кінцевою метою якого є викорінення комунізму в усьому світі. Цей націоналістичний запал підживлювався участю США у Корейській війні, війні у В'єтнамі, вторгненні у затоку Свиней та багатьох інших конфліктах.

### Сучасність
Теракти 11 вересня 2001 року спричинили хвилю націоналістичних висловлювань у Сполучених Штатах. Початок війни проти тероризму супроводжувався зростанням військового призову, який охопив не лише американців з низьким рівнем доходу, але й громадян середнього та вищого класів. Ця хвиля націоналізму тривала і під час війни в Афганістані та Іраку This nationalism continued long into the War in Afghanistan and Iraq War..

## Сучасні Сполучені Штати
Націоналізм та американізм залишаються актуальними темами в сучасних Сполучених Штатах. Політолог Пол Маккартні, стверджує, що як нація, яка визначається вірою і почуттям місії, американці схильні ототожнювати свої інтереси з інтересами людства, що формує їхню глобальну позицію. У деяких випадках це можна вважати формою етноцентризму та американської винятковості.
Через особливі обставини, що склалися в американській політиці протягом історії, її націоналізм розвинувся в лояльності до набору ліберальних, універсальних політичних ідеалів та усвідомленні відповідальності за поширення цих принципів у всьому світі. Визнання концепції Сполучених Штатів як відповідальних за поширення ліберальних змін і просування демократії у світовій політиці та управлінні визначило практично всю американську зовнішню політику. Тому просування демократії є не просто ще одним заходом зовнішньої політики, а фундаментальною характеристикою їхньої національної ідентичності та політичної рішучості.

## Різновиди американського націоналізму
У статті «Різновиди американського популярного націоналізму», опублікованій у 2016 році в «American Sociological Review», соціологи Барт Боніковскі та Пол ДіМаджіо повідомляють про результати досліджень, які підтверджують існування щонайменше чотирьох видів американських націоналістів, у тому числі груп, які варіюються від найменших до найбільших: (1) відсторонені, (2) релігійні або громадянські націоналісти, (3) палкі націоналісти та (4) обмежені націоналісти.
Аналіз цих чотирьох груп, проведений Боніковскі та ДіМаджіо, показав, що палкі націоналісти складають близько 24 % їхнього дослідження, і вони є найбільшою з двох груп, які соціологи вважають «екстремістськими». Члени цієї групи тісно ідентифікували себе зі Сполученими Штатами, дуже пишалися своєю країною і сильно асоціювали себе з факторами національної гордині. Вони вважають, що «справжній американець» повинен розмовляти англійською мовою і прожити в США більшу частину свого життя. Менше, але 75 %, вважають, що «справжній американець» повинен бути християнином, а 86 % вважають, що «справжній американець» повинен народитися в цій країні. Крім того, палкі націоналісти вважали, що євреї, мусульмани, агностики та натуралізовані громадяни є чимось меншим, ніж справжні американці. Другий клас, який Боніковскі та ДіМаджіо назвали «екстремальним», був найменшим з чотирьох класів, оскільки його представники становили 17 % респондентів. Відсторонені націоналісти демонстрували низьку гордість за державні інститути і не повністю ідентифікували себе зі Сполученими Штатами. Відсутність гордості поширювалася на американську демократію, американську історію, політичну рівність у США та політичний вплив країни. Ця група була найменш націоналістичною з усіх чотирьох груп, які вони визначили.
Два інші класи були менш однорідними у своїх відповідях, ніж палкі націоналісти та відсторонені. Обмежені націоналісти мають низький рівень гордості за Америку та її інститути, але вони визначали «справжнього американця» у спосіб, який був помітно «виключаючим». Ця група була найбільшою з чотирьох, оскільки її члени становили 38 % респондентів дослідження. Хоча рівень їхньої національної ідентифікації та гордості був помірним, вони сповідували переконання, які змушували їх дотримуватися обмежувальних визначень «справжніх американців»; наприклад, їхні визначення виключали нехристиян".
Останньою групою, яку вдалося виділити, стали релігійні націоналісти (також відомі як громадянські націоналісти), члени яких склали 22 % опитаних респондентів, що брали участь у дослідженні. Ця група вірить в ліберальні цінності, пишаєтся Сполученими Штатами, а її члени мали найменше обмежень щодо того, хто може вважатися справжнім американцем. Вони тісно ідентифікують себе зі своєю країною, до якої відчувають себе «дуже близькими», і пишаются її досягненнями. Боніковскі і ДіМаджіо назвали групу «віруючою», оскільки їхні переконання найбільш наближені до заповідей того, що широко вважається американським кредо.
У рамках своїх висновків автори повідомляють, що зв'язок між великими грошима, релігійними переконаннями та національною ідентичністю є значним. Віра в те, що бути християнином є невід'ємною частиною того, що означає бути «справжнім американцем», є найбільш значущим фактором, який відокремлює релігійних націоналістів і відсторонених від обмежених і затятих націоналістів. Вони також визначили, що їхні угруповання виходять за межі партійних кордонів, а також допомагають пояснити те, що вони вважають нещодавнім успіхом популістської, нативістської та расистської риторики в американській політиці.
Згідно з дослідженням Барта Боніковскі, Юваля Файнштейна та Шона Бока, опублікованим у 2021 році в «Американському журналі соціології», протягом попередніх двох десятиліть у Сполучених Штатах з'явилися конкуруючі уявлення про американську націю. Вони вважають, що «націоналізм став сортуватися за партійною ознакою, оскільки республіканські ідентифікатори стали визначати Америку в більш виключаючих і критичних термінах, а демократи все частіше підтримують інклюзивні та позитивні концепції нації».

### Культурний націоналізм
Культурний націоналізм історично був невід'ємним елементом американського націоналізму. Такі культурні націоналісти формують групову прихильність на основі спільної культурної спадщини, а не раси чи політичної партії. Ця спадщина може включати культуру (Культура Сполучених Штатів), мову (Англійська мова), релігію (Християнство), історію (Історія Сполучених Штатів), ідеологію (Демократія) та символи (Національні символи Сполучених Штатів).
Націоналізм набув культурного характеру з кінця 18 століття. Більшість історичних ідей сформували сучасний культурний націоналізм у США, включаючи концепцію національної держави, злиття націоналізму і релігії в релігійний націоналізм і політику ідентичності.

### Громадянський націоналізм
Американський націоналізм іноді набуває форми громадянського націоналізму, ліберальної форми націоналізму, заснованої на таких цінностях, як свобода, рівність та індивідуальні права. Громадянські націоналісти розглядають націю як політичну ідентичність. Вони вірять, що ліберально-демократичні принципи та лояльність визначають громадянську націю. Членство відкрите для кожного громадянина, незалежно від культури, етнічної приналежності чи мови, якщо він вірить у ці цінності.

### Трампізм
Президента Дональда Трампа називають націоналістом, і він сам прийняв цей термін. Кілька чиновників в його адміністрації були описані як такі, що представляють «націоналістичне крило» у федеральному уряді, в тому числі колишній головний стратег Білого дому Стівен Беннон, старший радник президента Стівен Міллер, директор Національної торгової ради Пітер Наварро, колишній заступник помічника президента Себастьян Горка, спеціальний помічник президента Джулія Хан, колишній заступник помічника президента зі стратегічних комунікацій Майкл Антон, державний секретар Майк Помпео, міністр торгівлі Вілбур Росс, торговий представник Роберт Лайтгайзер, колишній в.о. директора Національної розвідки Річард Ґренелл, колишній радник з національної безпеки Джон Болтон і колишній радник з національної безпеки Майкл Флінн.
У лютому 2017 року в статті в The Atlantic журналіст Урі Фрідман описав «популістський економічний націоналізм» як новий націоналістичний рух «за зразком „популізму“ президента США 19-го століття Ендрю Джексона», який був представлений у промові Трампа на Республіканському національному з'їзді, написаній Стівеном Міллером і Стівом Бенноном. Міллер перейняв форму «популізму національної держави» сенатора Джеффа Сешнса, коли працював його помічником. У вересні 2017 року журналіст The Washington Post Грег Сарджент зауважив, що «націоналізм Трампа», як його «визначають» Беннон, Breitbart, Міллер та «решта „популістського економічного націоналістичного“ контингенту в оточенні Трампа», почав користуватися хиткою підтримкою серед виборців Трампа. Деяких членів Конгресу від Республіканської партії також називали націоналістами за часів Трампа, наприклад, конгресмена Стіва Кінга, конгресмена Метта Ґетца, сенатора Тома Коттона та сенатора Джоша Хоулі.
В епоху Трампа серед американських політичних прихильників коментаторів-націоналістів, ідентифікують: Раш Лімбо, Енн Коултер, Мішель Малкін, Лу Доббс, Алекс Джонс, Чарлі Кірк, Лора Інґрем, Кендес Овенс, Майкл Севедж, Такер Карлсон, і Майк Церновіч.